# هاناكو-كن المقيد بالمرحاض
هاناكو-كن المقيد بالمرحاض (باليابانية: 地縛少年花子くん، بالروماجي: Jibaku Shōnen Hanako-kun) (بالإنجليزية: Toilet-Bound Hanako-kun) هي سلسلة مانغا يابانية من تأليف إيرو ورسم أيدا، نشرت من قبل سكوير إنكس في مجلة غانغان كوميكس، منذ 18 يونيو عام 2014. أنتجت إلى مسلسل أنمي تلفزيوني من قبل استوديو ليرتشي، عرض الأنمي في 9 يناير عام 2020 واستمر عرضه حتى 26 مارس عام 2020، وتكون من 12 حلقة.

## القصة
تدور أحداث القصة في أكاديمية كامومي الثانوية التي تشتهر بأن لها سبع عجائب. نينيه ياشيرو هي طالبة في السنة الأولى وتحب السحر وترغب في أن يكون لديها صديق، تستدعي هاناكو أحد عجائب المدرسة السبعة والأكثر شهرة، ويُزعم أنه يمكنه منح الأمنيات بالسعر المناسب.

## الشخصيات
نينيه ياشيرو (باليابانية: 八尋 寧々، بالروماجي: Yashiro Nene)
أداء صوتي: أكاري كيتو
هاناكو-كون (باليابانية: 花子くん، بالروماجي: Hanako-kun)
أداء صوتي: ميغومي أوغاتا
سوسوكي ميتسوبا (باليابانية: 三葉 惣助، بالروماجي: Mitsuba Sōsuke)
أداء صوتي: دايكي كوباياشي
ذا ثري كلوك كيبيرز (باليابانية: 三人の時計守، بالروماجي: Sannin no Tokeimori)
أداء صوتي: شونيتشي توكي
ميساكي ستيرز (باليابانية: ミサキ階段، بالروماجي: Misaki Kaidan)
أداء صوتي: يوكانا
ذا هيل ميرورز (باليابانية: カガミジゴク، بالروماجي: Kagami Jigoku)
شيجيما-سان (باليابانية: 美術室のシジマさん، بالروماجي: Bijutsushitsu no Shijima-san)
ذا فور أوكلوك لايبري (باليابانية: 十六時の書庫، بالروماجي: Jūroku-ji no Shoko)
أداء صوتي: كينجيرو تسودا
موكي (باليابانية: もっけ، بالروماجي: Mokke)
أداء صوتي: يوري يوشيدا، تشيتوسي موريناغا، ماي كانازاوا
كوداما
أداء صوتي:  (اليابانية)، ريوتارو أوكيايو (العربية)
تسوكاسا يوغي (باليابانية: 柚木 つかさ، بالروماجي: Yugi Tsukasa)
أداء صوتي: ميغومي أوغاتا
ساكورا ناناميني (باليابانية: 七峰 桜، بالروماجي: Nanamine Sakura)
أداء صوتي: تشيكا أنزاي
ناتسوهيكو هيوغا (باليابانية: 日向 夏彦، بالروماجي: Hyūga Natsuhiko)
أداء صوتي: تاكاهيرو ميزوشيما
تيرو ميناموتو (باليابانية: 源 輝، بالروماجي: Minamoto Teru)
أداء صوتي: يوما أوتشيدا
آوي أكاني (باليابانية: 赤根 葵، بالروماجي: Akane Aoi)
أداء صوتي: ميناكو ساتو
ليمون يامابوكي (باليابانية: 山吹 檸檬، بالروماجي: Yamabuki Remon)
أداء صوتي: غينكي أوكاوا
يوكو (باليابانية: 横尾 ، بالروماجي: Yokoo)
أداء صوتي: شوتارو أوزاوا
ساتو (باليابانية: 佐藤، بالروماجي: Satou)
أداء صوتي: تيبي أوينيشي

## وصلات خارجية
- هاناكو-كن المقيد بالمرحاض على موقع غانغان كوميكس (باليابانية)
- موقع الأنمي الرسمي (باليابانية)
- هاناكو-كن المقيد بالمرحاض على موقع ANN manga (الإنجليزية)